# Keir Starmer
Keir Rodney Starmer (engelskt uttal: [kɪə rodnɪ ˈstaːmə] ( lyssna)),  född 2 september 1962 i Southwark i London, är brittisk jurist och politiker. Han är Storbritanniens premiärminister sedan 5 juli 2024, partiledare för Labour sedan 4 april 2020 och parlamentsledamot sedan 2015. Han var Director of Public Prosecutions 2008–2013.

## Utbildning och juristkarriär
Starmer, som är uppkallad efter Labours första parlamentsledamot Keir Hardie, växte upp i Oxted söder om London. Modern var sjuksköterska och fadern verktygsmakare. Han studerade juridik vid University of Leeds, där han tog examen 1985, och genomförde sedan ytterligare studier vid St Edmund Hall, Oxford University innan han började arbeta som advokat (barrister) 1986. Starmer var chef för Crown Prosecution Service, brittisk riksåklagare, från 2008 till 2013. Han adlades 2014 och fick därmed rätt att kalla sig Sir, vilket han dock föredrar att inte göra.

## Politisk karriär
Starmer valdes till parlamentet i valet 2015 som ledamot för Holborn and St Pancras, som är en del av Storlondon, och efterträdde då Frank Dobson. Efter Ed Milibands avgång som partiledare för Labour 2015 stödde Starmer Andy Burnham i partiledarvalet. Den som vann blev dock vänsterkandidaten Jeremy Corbyn.
Corbyn utsåg Starmer till immigrationstalesman i sin skuggregering men Starmer avgick från posten 2016, tillsammans med flera andra skuggministrar, i protest mot Corbyns ledarskap. Han återkom i skuggregeringen senare under 2016 som skuggbrexitminister. Frågor kring brexit kom därefter att dominera Starmers politiska verksamhet tills han valdes som partiledare. I folkomröstningen om Storbritanniens medlemskap i EU 2016 hade han i likhet med sitt parti stött fortsatt brittiskt medlemskap.
Efter parlamentsvalet i december 2019, då Labour tappade i väljarstöd och Konservativa partiet under Boris Johnson uppnådde egen majoritet, meddelade Corbyn sin avgång. Tre partiledarkandidater fick det nödvändiga stödet från den egna partiorganisationen för att gå vidare till en omröstning bland Labours medlemmar, nämligen Starmer, Rebecca Long-Bailey och Lisa Nandy. 4 april 2020 tillkännagavs att Starmer vunnit i första röstomgången med 56,2 procent av rösterna. Under 2022 utreddes Starmer av polis för ett eventuellt brott mot smittskyddsreglerna som rådde 2021 i Storbritannien under coronapandemin, men utredningen lades ner.
I parlamentsvalet 2024 gick Labour framåt med knappt två procentenheter och blev klart största parti, med egen majoritet i parlamentets underhus, eftersom det dittills regerande Konservativa partiet samtidigt gick mycket kraftigt tillbaka. Starmer tillträdde därmed som premiärminister 5 juli 2024.